# نيتيسينون
نيتيسينون (بالإنجليزية: Nitisinone)‏ هو دواء يُستعمل في علاج:
- النوع الثالث من فرط تيروزين الدم[8]

## دوره
يلعب هذا الدواء دورًا في علاج الأمراض كونه:
- مثبط إنزيم

ويستخدم في علاج بعض أنواع المهق أو المسمى: البرص، فقد وافقت عليه إدارة الغذاء والدواء الأمريكية(FDA) لعلاج فرط تيروزين الدم الوراثي من النوع 1، إذ أنه يقلل مستويات التيروزين في البلازما ويزيد من تصبغ العين والشعر. وقد يكون هذا الدواء(Nitisinone) علاجًا محتملًا للأشخاص المصابين بالمهق العيني قريبًا.